# (1913) Sekanina
(1913) Sekanina (aussi nommé 1928 SF) est un astéroïde de la ceinture principale, découvert le 22 septembre 1928 par Karl Wilhelm Reinmuth à Heidelberg, en Allemagne. 
Il a été nommé en l'honneur de  Zdeněk Sekanina, astronome tchèque naturalisé américain.
Sa distance minimale d'intersection de l'orbite terrestre est de 1,655700 ua.